# Лаптев, Валерий Янович
Вале́рий Я́нович Ла́птев (17 октября 1959, Стрелецкая) — советский боксёр первой средней весовой категории, выступал за сборную СССР в конце 1970-х — начале 1980-х годов. Чемпион Европы, Заслуженный мастер спорта СССР (1991).

## Биография
Валерий Лаптев родился 17 октября 1959 года в деревне Стрелецкая, Ядринский район, Чувашия. Активно заниматься боксом начал в возрасте двенадцати лет в Чебоксарской школе высшего спортивного мастерства, тренировался под руководством Валерия Уледёркина, представлял спортивное общество «Динамо». Одновременно с этим учился в спецшколе № 21, потом окончил Чувашский сельскохозяйственный институт. Первого серьёзного успеха на ринге добился в 1976 году, когда стал чемпионом СССР среди юношей, два года спустя выиграл юниорский чемпионат Европы. Следующие несколько сезонов регулярно оказывался в числе призёров крупнейших всесоюзных турниров, однако поучаствовать в летних Олимпийских играх в Москве не смог по причине травмы — незадолго до начала соревнований получил перелом запястья. После перенесённой сложной операции участвовал в отборочных соревнованиях, но уступил своему прямому конкуренту Александру Кошкину, который в итоге добыл на Олимпиаде серебряную награду.
В 1982 году Лаптев первый раз стал чемпионом взрослого первенства Советского Союза, спустя год повторил это достижение, кроме того, получил золотую медаль победителя Спартакиады народов СССР. На чемпионате Европы 1983 г. в Варне побил Х. Свидемарка (Швеция), Р. Касамоника (Италия), М. Такова (Болгария), Р. Хунгера (ГДР), всех по очкам с одинаковым счётом 5:0. Пройдя отбор на проходивший в Риме Кубок мира того же года, также выиграл данный турнир: во 2-м раунде боя с Л. Урбиной (Венесуэла) добился явного преимущества, вновь победил Р. Хунгера (ГДР), но в более ровном бою (3:2), и Р. Касамоника (Италия), со счётом 4:1. В. Лаптев претендовал на «золото» Олимпийских игр в Лос-Анджелес, но по политическим причинам правительство страны бойкотировало эти соревнования.
В 1984—1985 годах В. Лаптев не имел заметных результатов; всё же он оставался кандидатом в национальную сборную СССР. 27 января 1985 г. В. Лаптев в Рино (США) на матчевой встрече США — СССР во 2-м раунде победил чистым нокаутом Д. Аллена, через год выигравшего в этом же городе чемпионат мира в весовой категории до 75 кг.
Вскоре после этого спортсмен принял решение завершить карьеру, всего в его послужном списке 199 боёв, из них 182 окончены победой. За спортивные достижения в 1991 году ему было присвоено почётное звание «Заслуженный мастер спорта».
Стиль В. Лаптева, боксёра-левши, характерен для советской школы того периода: «челночные» передвижения, острое чувство дистанции, резкие прямые удары. Обладая сильным ударом, в бою с Д. Алленом умелой игрой на изменение дистанции смог раскрыть оппонента, спровоцировать на неподготовленную атаку — и нокаутировал встречным левым кроссом, достойным и титулованных профессионалов.
Сейчас Валерий Лаптев занимает пост президента Федерации бокса Чувашской Республики, является судьёй международной категории и техническим делегатом Европейской конфедерации бокса. В настоящее время в Чебоксарах действует основанный Лаптевым боксёрский клуб «Динамо», под его руководством ежегодного проводятся турниры местного значения
Дважды чемпион национального первенства.

## Награждён
- Орден «За заслуги перед Чувашской Республикой»,
- Заслуженный работник физической культуры и спорта Чувашской АССР[3][4].